# Джоанна Мур
Дороти Джоанна Кук (англ. Dorothy Joanne Cook; 10 ноября 1934 — 22 ноября 1997) — американская актриса кино и телевидения.

## Биография
Дороти Джоанна Кук родилась 10 ноября 1934 года в семье Дороти Марты и Генри Андерсона Кука. Когда Дороти была ребёнком, её младшая сестра и родители попали в автокатастрофу. Сестра и мать погибли на месте, отец от полученных травм умер через год. Девочку отдали на попечение бабушке, которая заботилась о ней, пока не была признана умственно и физически недееспособной. Тогда Кук была принята на воспитание в местную богатую семью, в которой она изменила имя с Дороти на Джоанну.
В подростковом возрасте Джоанна Кук вышла замуж за Уиллиса Мура, но супруги очень быстро развелись. После развода она поступила в колледж Агнесс Скотт, но после победы на конкурсе красоты учёбу бросила и уехала в Голливуд. Там на одной из вечеринок Кук была замечена продюсером и приглашена на работу в Universal Studios.

## Карьера
Её дебютом стал эпизод в телесериале-антологии «Lux Video Theatre». В 1958 году актриса получила небольшую роль в нуаре «Печать зла», с Орсоном Уэллсом, Чарлтоном Хестом, Джанет Ли и Марлен Дитрих в главной роли. С 1958 по 1959 год Мур была приглашённой актрисой в таких телевизионных шоу, как «Подозрение», «Первая студия», «Семья Маккой» и «Бэт Мастерсон». В 1958 году она получила главную роль в эпизоде телесериала Перри Мейсон.
В последующие годы актриса продолжала появляться в различных телевизионных шоу, включая «Бунтарь», «Гонконг», «Неприкасаемые», «Сансет-Стрип, 77» и «Альфред Хичкок представляет».
В 1962 году Мур снялась в драме «Прогулка по беспутному кварталу», с Джейн Фондой, Барбарой Стэнвик и Капучине,а также в мюзикле «Следуй мечте», с Элвисом Пресли.

## Личная жизнь

### Брак и дети
3 апреля 1963 года Джоанна Мур вышла замуж за актёра Райана О’Нила. В браке у них родилось двое детей — Татум и Гриффин, ставшие впоследствии актёрами. В феврале 1967 года супруги развелись. В феврале 1975 года Мур вышла замуж за кровельщика Гэри Ривза. Их брак продлился до 1977 года.

### Проблемы с законом
После расставания с О’Нилом, Мур стала злоупотреблять алкоголем и наркотиками, а именно амфетамином. Проблемы с веществами были у неё и раньше, развод только ухудшил её состояние. В 1970 году актриса прошла лечение в психиатрической клинике Camarillo State Mental Hospital. В следующем году она была арестована за вождение в нетрезвом виде и драку с бывшим мужем. После этого инцидента Мур потеряла право опеки над своими детьми. В последующие годы актриса, несмотря на лечение, продолжала злоупотреблять алкоголем и наркотиками.

## Смерть
На протяжении всей жизни Мур была заядлой курильщицей. В 1996 году у неё был диагностирован рак лёгкого. 22 ноября 1997 года актриса скончалась.